# Augustin Édouard Michel du Faing d'Aigremont
Pour les articles homonymes, voir Aigremont.
Le baron Augustin Michel du Faing d'Aigremont (Charleroi, 14 mai 1855 - Fays-Famenne, 15 juin 1931), plus connu comme le « général Michel », est un officier de l'armée belge qui a participé à la Première Guerre mondiale. En récompense de ses éminents services durant la guerre 14-18, le général Michel est créé baron par le roi Albert Ier et autorisé à joindre à son nom les mots « du Faing d'Aigremont ».

## Biographie
Augustin Michel, né à Charleroi, le 14 mai 1855, est le fils de Maximilien Michel, négociant et ingénieur des mines, et de Cécile Denys. Il est le frère de Clémence Michel, artiste peintre. Le 12 février 1884, il épouse à Malines Désirée Ernestine Louise Deisser, également originaire de Charleroi, avec qui il a une fille et un fils, décédé du paludisme à Élisabethville peu avant la Première Guerre mondiale.
Il fait ses études secondaires à l'Athénée royal de Charleroi. Il est admis le 4 novembre 1871 à l’École Militaire, section de l'artillerie et est promu sous-lieutenant en 1873. En 1881, il est breveté adjoint d'état-major de l'École de guerre. En 1884, il est lieutenant au 2e régiment d'artillerie en garnison à Malines. Il se spécialise sur l'étude délicate des pièces d'artillerie de gros calibre et occupe brillamment les fonctions de directeur général de l'artillerie en 1910 sous le ministère de la Guerre du général Alexandre Cousebandt d'Alkemade, puis de son homonyme le général  Victor Michel. En 1912, Il prend le commandement du 3e régiment d'artillerie. Le 26 mars 1913, il est nommé général-major. En décembre 1913, il reçoit le commandement de la 4e division d'armée (en) et est désigné gouverneur militaire de la position fortifiée de Namur. Le 26 juin 1914, il est nommé lieutenant-général.

### Première Guerre mondiale
Lors du siège de Namur par le détachement d'armée allemand du général Max von Gallwitz du 20 au 23 août 1914, il répartit les réserves disponibles (dont un régiment français de la 5e armée) dans les secteurs menacés et organise des contre-attaques. Les Allemands, forts de leur supériorité numérique et de leur puissante artillerie, viennent à bout de la résistance des forts de Namur et entrent dans la ville. Doué d'un grand réalisme, le lieutenant-général Michel ordonne à temps la retraite et évite ainsi l'encerclement de sa division et de la garnison de Namur. Via Bioul et Sosoye, dans l'Entre-Sambre-et-Meuse, une grande partie de la 4e division d'armée et des troupes de forteresse réussit à échapper aux Allemands et parvient en France. Ils rejoignent Anvers par voie maritime via Le Havre et Ostende. La 4e division y reçoit l'ordre de défendre la boucle de Termonde pour protéger les lignes de retraite belges. Par la suite, le lieutenant-général Michel prend part à la bataille de l'Yser et fait occuper le front entre Tervate et Kaaskerke avec la 4e division d'armée jusqu'à son repli le 26 octobre 1914 derrière le talus de la ligne de chemin de fer de Nieuport à Dixmude.  
Le 19 septembre 1915, surpris par une violent bombardement, il est blessé au bras et à l'épaule gauche à Ramskapelle. De décembre 1914 à 1918, la 4e division d'armée combat à Merckem, Woumen, Clercken, Handzame, Kortemark et Zarren. 
Lors de la deuxième bataille de Belgique, la 4e division se porte d'abord à l'attaque dans le secteur de Dixmude, en septembre 1918, puis à Thourout-Tielt en octobre 1918. Cette bataille amène les Allemands à lâcher prise à partir du 18 octobre 1918 entre la mer et la Lys. Leur retraite leur fera traverser l'Escaut le 8 novembre 1918 et atteindre la ville de Gand.

### Entre-deux-guerres
De décembre 1918 au 31 mai 1920, il commande les troupes belges d'occupation de la Rhénanie dans la zone belge (4e zone) et établit son quartier général à Aix-la-Chapelle puis à Mönchengladbach.
Atteint par la limite d'âge, il laisse le commandement en Allemagne au lieutenant-général Ruquoy le 1er juin 1920. Il est admis à la retraite le 29 juin 1920. En 1923, il est président-fondateur du cercle « La Fourragère » qui regroupe tous les amis s'intéressant à la valorisation des précieuses collections du musée royal de l'armée .
Il décède le 15 juin 1931 dans sa maison de campagne à Fays-Famenne. Le 20 juin 1931, il reçoit des funérailles nationales avec les honneurs militaires à la cathédrale des Saints-Michel-et-Gudule de Bruxelles. Il est inhumé au cimetière d'Ixelles.

## Distinctions
Il a reçu huit décorations belges et neuf étrangèresdont:  
- Grand cordon de l'ordre de Léopold avec palme (Belgique) : décerné le 21 juillet 1919, jour de la Fête nationale belge ;
- Grand officier de l'ordre de la Couronne avec palme (Belgique) ;
- Croix de guerre 1914-1918 en 1916 (Belgique) ;
- Grand officier de la Légion d'honneur (France) : décerné par le président Poincaré le 9 novembre 1918 ;
- Ordre du Bain : chevalier commandeur (Royaume-Uni) ;
- Ordre de Saint-Michel et Saint-Georges : chevalier commandeur (Royaume-Uni) ;
- Commandeur de l'ordre de Sainte-Anne (Russie) ;
- Grand cordon de l'ordre de la Couronne d'Italie ;
- Commandeur de l'ordre du Dannebrog (Danemark) ;
- Grand-croix 1re classe de l'ordre du Tigre (Chine).

Il est anobli, et reçoit, le 15 novembre 1921, le titre de baron transmissible par primogéniture masculine, par le roi Albert Ier pour son brillant comportement lors du conflit mondial. Le 19 novembre 1921, il reçoit l'autorisation d'adjoindre à son nom celui de : du Faing d'Aigremont, nom de sa bisaïeule maternelle, dernière de son nom.
Armes :
- Écartelé : aux 1 et 4 d'azur à la forteresse d'argent maçonnée de sable, accompagnée en chef de deux lionceaux d'or rangés; aux 2 et 3 d'or à l'aigle de sable, languée et membrée de gueules, qui est du Faing d'Aigremont.
- L'écu sommé, pour le titulaire, d'une couronne de Baron, et tenu par deux sauvages de carnation, ceints et couronnés de lierre, tenant leur massue sur l'épaule; pour les autres descendants, d'un heaume d'argent, couronné, grillé, colleté et liseré d'or, doublé et attaché de gueules aux lambrequins d'or et d'azur.
- Cimier : Un lion d'or tenant une épée d'argent garnie d'or.
- Devise : « Ténacité », d'or sur un listel d'azur.

## Hommages

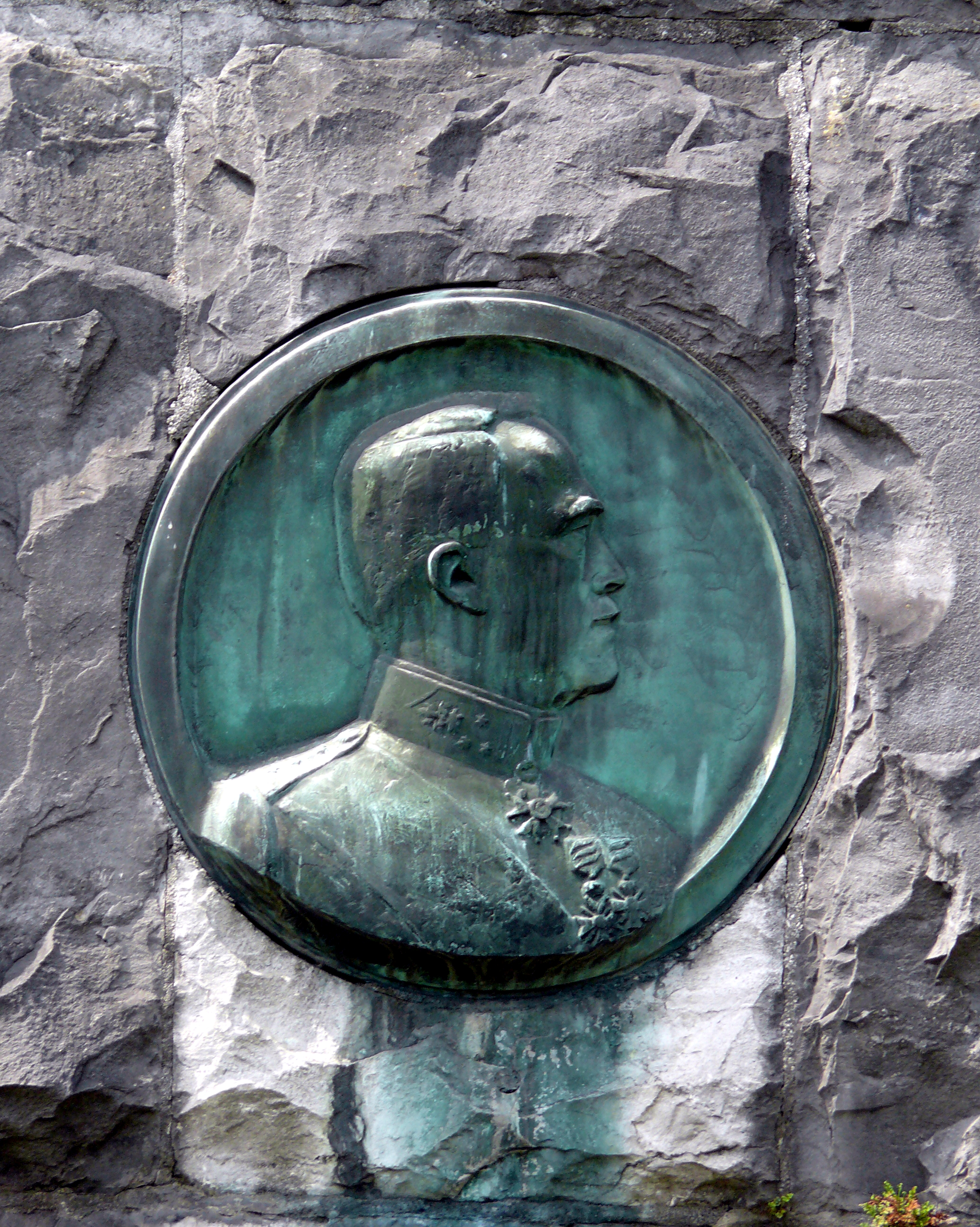
Le monument à Namur, œuvre de Victor Demanet.

Pendant la Première Guerre mondiale, il est cité à plusieurs reprises à l'ordre de l'armée.
La caserne Baron Michel à Malines tient de lui son nom. Après la Seconde Guerre mondiale, elle formait les opérateurs (radio, radiotélégraphiste, etc.) de Transmission (militaire) (TTR). Abandonnée en 1975, elle a été démolie en 1992-1993 ,.
Deux rues portent son nom à Neder-Over-Heembeek, Namur et une avenue à Charleroi.
Deux plaques commémoratives en bronze, représentant le général Michel, ont été apposées sur la Grand-Place de Furnes, l'une du sculpteur Honoré Ruyssen (nl) en 1915 et l'autre de Louis Dupont en 1961. Furnes qui était à la portée de l'artillerie lourde allemande a, en effet, échappé à la destruction, grâce à la décision du général Michel de neutraliser le centre ville en y interdisant le passage de troupes alliées.
Il a été fait citoyen d'honneur de Namur. En 1933, un monument commémoratif en pierre, orné d'un médaillon du défenseur de Namur, œuvre du sculpteur Victor Demanet, a également été érigé dans un square en bord de Meuse (en bas de la Citadelle de Namur) avec l'inscription : « Au lieutenant-général Baron Michel du Faing d'Aigremont, né à Charleroi, défenseur de Namur, Commandant de la 4e division d'armée ».